# Daniel Pinkham
Daniel Rogers Pinkham, Jr (5 de junio de 1923-18 de diciembre de 2006) fue un compositor, organista y clavecinista estadounidense.

## Biografía
Nacido en Lynn, Massachusetts., en el seno de una prominente familia dedicada a la fabricación de medicinas patentadas (su bisabuela fue Lydia E. Pinkham), estudió órgano y teoría de la música en la Phillips Academy, Andover, con Carl F. Pfatteicher. «El evento que cambió mi vida fue un concierto [en Andover] por los cantantes de la familia Trapp en 1939, justo después de su huida de Alemania,» Pinkham recordó una vez. «Aquí, de repente, estaba escuchando claridad, simplicidad. Marcó toda mi perspectiva», dijo en una entrevista de 1981 con The Boston Globe.
En Harvard, estudió con Walter Piston; Aaron Copland, Archibald T. Davison, y A. Tillman Merritt estaban también entre sus profesores. Allí completó una licenciatura en 1943, y una maestría en 1944. También estudió clavecín con Putnam Aldrich y Wanda Landowska, y órgano con E. Power Biggs. En Tanglewood, estudió composición con Samuel Barber y Arthur Honegger, y posteriormente con Nadia Boulanger.
Pinkham enseñó en el Conservatorio de Boston desde 1946, y en el Conservatorio de Música de Nueva Inglaterra desde 1959 hasta su muerte en 2006; en su estancia allí, creó y presidió el programa de interpretación de música antigua. En 1951, Pinkham dirigió diez obras ganadoras del Premio Boulanger en su estreno en Boston en una serie especial de conciertos Peabody mason conmemorando bimilenario de París. También enseñó en varias ocasiones en la Universidad de Simmons (1953-1954), la Universidad de Boston (1953-1954), y la Universidad de Harvard (1957-1958). Pinkham tuvo alumnos notables como el músico de jazz y compositor Gigi Gryce (1925-1983) y el compositor Mark DeVoto.
Durante cuarenta y dos años (1958-2000), Pinkham fue el organista de King's Chapel en Boston, una posición que le dio mucha exposición y la oportunidad de escribir música de iglesia; la serie de conciertos del domingo por la noche que él creó allí celebró su 50 aniversario en 2007. También era un invitado frecuente en el programa de E. Power Biggs de la CBS Radio Network. Tocaba regularmente con la Orquesta Sinfónica de Boston como organista y como clavecinista, y trabajó extensamente con el conocido violinista Robert Borde, con quien encargó un dúo para violín y clavecín a Alan Hovhaness.
Pinkham murió en Natick, Massachusetts, de leucemia linfocítica crónica a los 83 años. Le sobrevivió su pareja, el organista Andrés Paul Holman.

## Carrera compositiva
La enorme producción de Pinkham abarca una amplia sección transversal de las tendencias musicales del siglo XX. Compuso en prácticamente todos los géneros, desde sinfonías a canciones artísticas, a pesar de que su música tiende hacia el carácter religioso, con frecuencia coral y/o con la participación del órgano. Gran parte de su música fue escrita para su uso en las misas de la iglesia o en otras ocasiones ceremoniales, y refleja su larga relación con la King's Chapel. En varios puntos de su carrera, abrazó el canto llano, escritura medieval de influencia modal, y formas del siglo XVII (en las décadas de 1930 y 1940, bajo la influencia de Stravinsky y Hindemith y que refleja su compromiso con el renacimiento de la música antigua), el dodecafonismo y serialismo (en la década de 1950 y 1960), la música electrónica (a partir de 1970), y el lenguaje neobarroco.
Algunos de Pinkham obras más conocidas están diseñados para misas: las cantatas de Navidad (Christmas Cantata), Adviento, y bodas. En 2003, ganó notoriedad con el encargo de una obra titulada Make Way for Ducklings por la Boston Landmarks Orchestra. De acuerdo con el nombre del conjunto, el planteamiento de la obra era que esta fuera tocada por las familias en el Jardín Público de Boston , cerca de las famosas esculturas basado en el entrañable libro de imágenes de Robert McCloskey.
Pinkham recibió una Beca Fulbright en 1950 y una beca de la Ford Foundation en 1962. Recibió títulos honoríficos del Conservatorio de Música de Nueva Inglaterra, así como de Nebraska Wesleyan University, Adrian College, Westminster Choir College, Ithaca College, y Boston Conservatory.
En 1990, Pinkham fue nombrado Compositor del Año por el American Guild of Organists. En 1995, fue galardonado con el Brock Comisión de la Asociación Americana de Directores de Coros. En 2006 Pinkham fue nombrado Músico del Año por la Asociación de Músicos de Boston, AFM Local 9-535.